# 미국-프랑스 우호 통상 조약

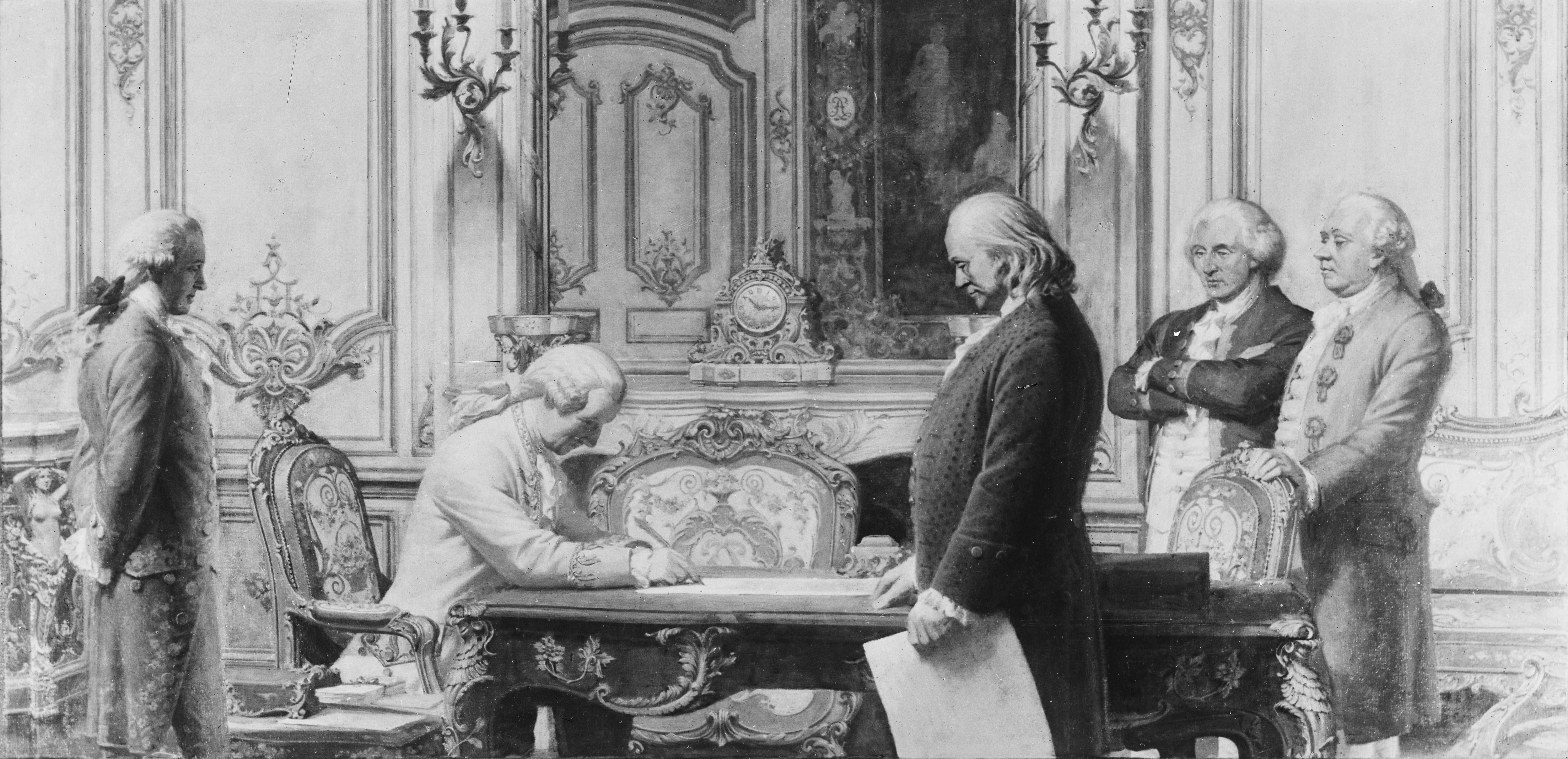
찰스 E. 밀스의 서명 묘사

미국-프랑스 우호 통상 조약(영어: Treaty of Amity and Commerce Between the United States and France, 프랑스어: Traité d'Amitié et de Commerce franco-américain)은 미국 독립 전쟁 중 미국과 프랑스 간의 공식적인 외교 및 상업 관계를 수립했다. 이 조약은 1778년 2월 6일 파리에서 자매 협정인 동맹 조약과 스페인 및 다른 유럽 국가들이 동맹에 참여할 수 있도록 허용하는 별도의 비밀 조항과 함께 서명되었다. 이들은 신생 미국이 협상한 최초의 조약이었으며, 결과적인 동맹은 전쟁에서 미국의 승리에 결정적인 역할을 했다. 이 협정들은 때때로 미국-프랑스 동맹(Franco-American Alliance) 또는 동맹 조약(Treaties of Alliance)으로 불린다.
우호 통상 조약은 미국의 독립을 인정하고 양국 간의 상호 상업 및 항해권을 확립했다. 이는 미국이 해외 시장에 접근하는 것을 제한했던 영국 항해법의 대안 역할을 했다. 동맹 조약은 상호 방위 조약을 확립하여 어느 나라도 영국과 단독 평화를 맺는 것을 금지하고, 영국이 프랑스와의 평화를 위반할 경우 프랑스가 미국을 지원하도록 보장했다.
조약들을 통해 확보된 결정적인 물자, 재정, 군사 지원 덕분에, 성공적인 협상은 "식민지 주민들의 가장 중요한 외교적 성공"으로 평가된다. 그러나 동맹 조약과 관련된 후속 복잡성으로 인해 미국은 1942년 연합국 공동 선언 이전까지 어떠한 공식적인 군사동맹도 맺지 않았다.

## 배경

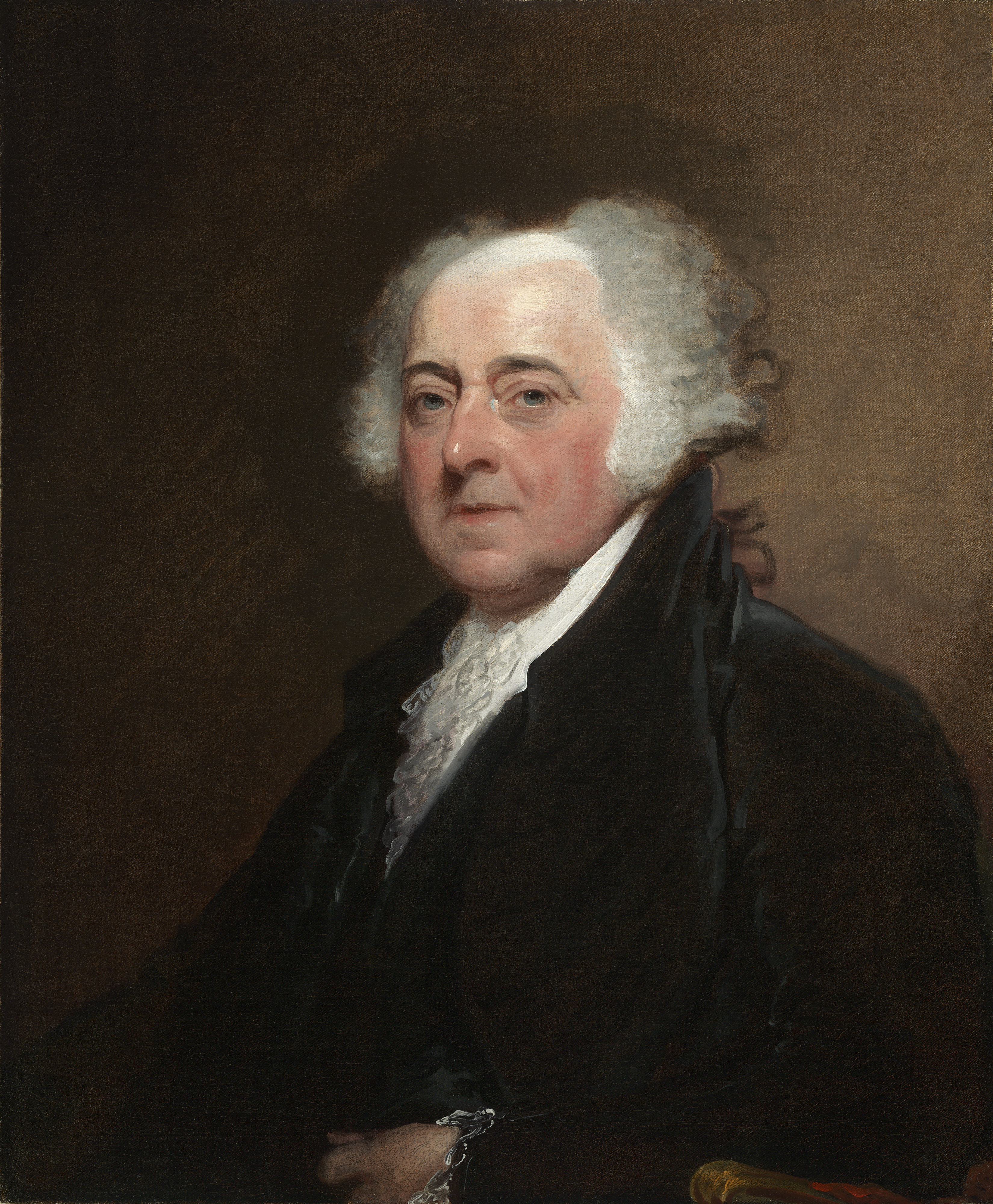
프랑스와의 동맹을 초기에 지지하고 최초로 초안을 작성한 존 애덤스

1776년 초, 제2차 대륙회의 의원들이 영국으로부터의 독립 선언에 더 가까워지기 시작하면서, 미국의 주요 정치가들은 영국 왕실에 대항하는 반란을 돕기 위해 외국과의 동맹을 맺는 것의 이점을 고려하기 시작했다. 가장 명백한 잠재적 동맹국은 영국의 오랜 적이자 식민지 경쟁국으로, 프렌치 인디언 전쟁 이후 아메리카에서 많은 식민지 영토를 잃었던 프랑스였다. 그 결과, 존 애덤스는 프랑스군 주둔과 식민지 문제에 대한 프랑스 당국의 어떠한 측면도 거부하는 프랑스와 미래 독립 식민지인 미국 간의 가능한 상업 조약 조건을 초안하기 시작했다. 의회는 사일러스 딘을 프랑스로 보내 협상하도록 했다.
9월 25일, 대륙회의는 벤저민 프랭클린과 아서 리에게 애덤스가 작성한 조약 초안을 기반으로 프랑스와 조약을 체결하도록 명령했다. 이 초안은 나중에 모범 조약으로 공식화되었으며, 프랑스와의 상호 무역 관계 수립을 모색했지만 프랑스 정부의 어떠한 군사 지원도 언급하지 않았다. 프랑스로부터 직접적인 군사 지원을 구하지 말라는 명령에도 불구하고, 미국 대표들은 프랑스와의 최혜국 대우 무역 관계와 추가 군사 원조를 확보하기 위해 노력하도록 지시받았으며, 스페인 대표들에게 미국이 아메리카 대륙에서 스페인 영토를 획득할 의사가 없음을 안심시키도록 권장하여 스페인이 미국-프랑스 동맹에 가입하기를 희망했다.
미국 독립선언 소식과 보스턴에서 영국군 철수 소식이 프랑스에 도달한 후, 동맹에 대한 원래의 개방성에도 불구하고, 프랑스 외무장관 베르젠 백작은 뉴욕에서 미국군 조지 워싱턴 장군에 대한 영국군의 승리 소식을 받은 후 미국과의 공식 동맹 서명을 미뤘다. 프랑스에서 미국 대의를 증진하기 위해 대륙회의가 설립한 비밀통신위원회와 프랑스 사회에서 공화주의적 단순함의 모범으로서의 지위 덕분에, 벤저민 프랭클린은 외무장관으로부터 비밀 대출과 비밀 군사 원조를 얻을 수 있었지만, 프랑스 정부가 스페인과의 가능한 동맹을 협상하는 동안 공식 동맹 협상을 미룰 수밖에 없었다.
새러토가 전투에서의 미국 승리와 프랭클린에 대한 영국의 비밀 평화 제안에 대한 소문이 커지면서 프랑스는 반란을 이용할 기회를 잡으려 했고, 스페인과의 협상을 중단하고 미국과의 공식 동맹 논의를 시작했다. 루이 16세가 공식 동맹 협상을 시작하는 것을 승인하자, 식민지들은 1778년 1월 영국의 화해 제안을 거절하고 동맹 조약과 우호 통상 조약 서명으로 이어질 협상을 시작했다.

## 조항 및 규정

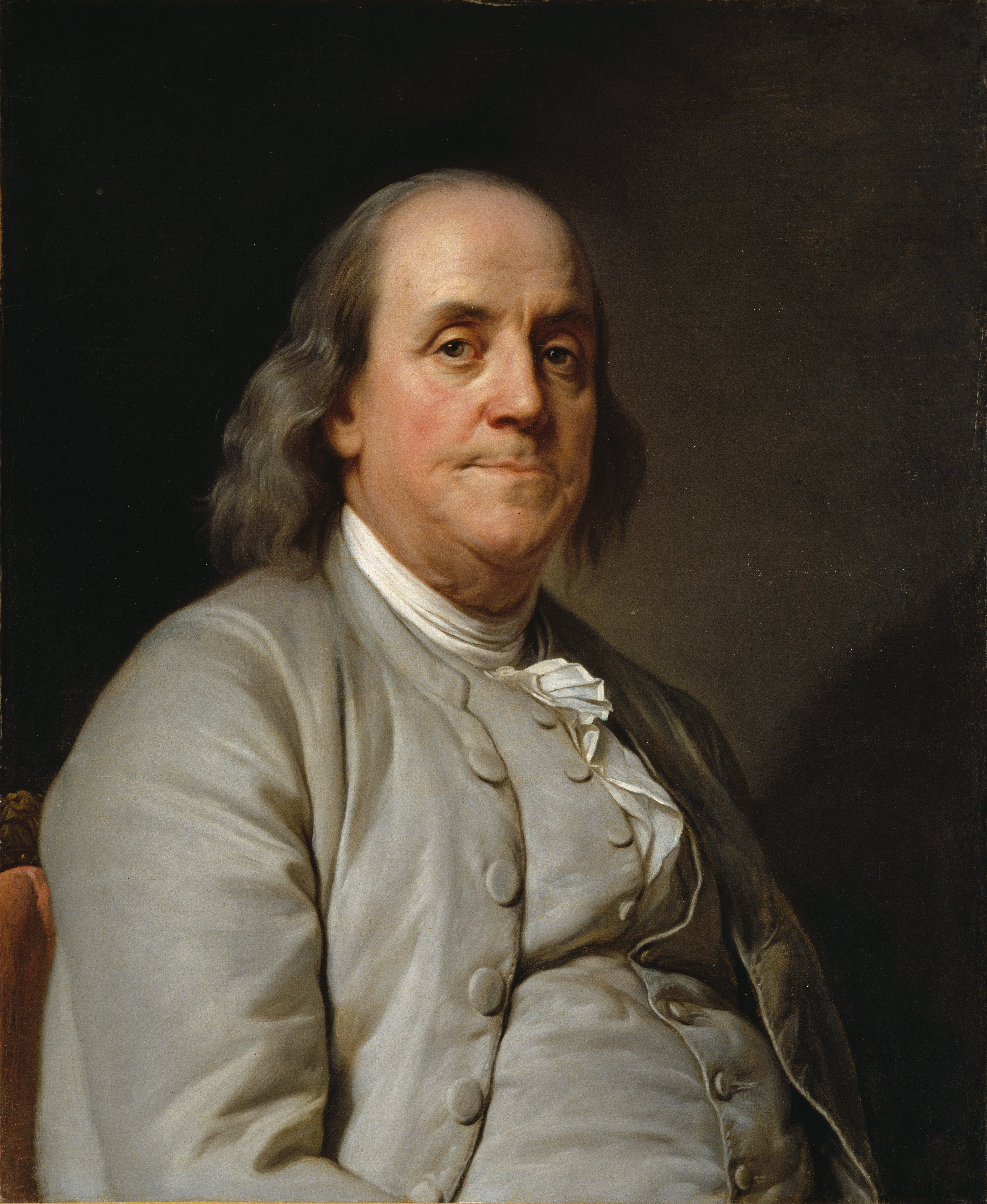
벤저민 프랭클린의 프랑스 내 명사 같은 지위는 미국 독립 전쟁 중 프랑스가 미국을 지지하는 데 도움이 되었다.

이 조약은 상호 외교, 상업 및 항해 협력을 위한 포괄적인 틀을 확립했다.
- 미국과 프랑스 간의 평화와 우호
- 상업 및 항해에 관한 상호 최혜국 대우 지위
- 미국 또는 프랑스 관할 내에서 모든 선박 및 화물에 대한 상호 보호
- 상대방이 소유한 수역에서의 어업 금지 (단, 뉴펀들랜드 은행 제외)
- 한 국가의 시민이 상대방 영토에 토지를 소유할 상호 권리
- 적 항구에서 나오는 상대방 선박에서 밀수품을 수색할 상호 권리
- 밀수품이 동맹 선박에서 발견될 경우 적법 절차를 거쳐야 하며, 공식적으로 밀수품으로 선언된 후에만 압류할 수 있는 권리
- 전함 및 사략선과 그 선원들을 상대방의 해악으로부터 상호 보호하고, 이 조항이 위반될 경우 배상금을 지불해야 함
- 해적이 빼앗은 도난 재산의 복구
- 전함 및 사략선이 적에게서 빼앗은 선박 및 물품을 자유롭게 운반할 권리
- 위기 시 상대방 영토에서 전함 및 상선을 위한 상호 지원, 구호 및 안전한 항구 제공
- 어느 쪽도 상대방에 대항하여 사략선을 임명하거나, 어느 쪽의 적이 되는 외국 사략선이 자국 항구를 사용하는 것을 허용할 수 없음
- 해당 물품이 밀수품이 아닌 한, 상대방의 적국과 상호 무역할 권리
- 양국이 적이 될 경우 적국 영토 내 상선에 대한 6개월간의 보호
- 동맹국 간의 분쟁 방지를 위해 모든 선박은 여권 및 화물 목록을 휴대해야 함
- 두 선박이 만날 경우 전함 및 사략선은 대포 사정거리 밖에서 대기해야 하지만, 상선에 탑승하여 여권 및 목록을 검사할 수 있음
- 선박 화물 검사는 한 번만 이루어질 상호 권리
- 상대방 항구에 한 국가의 영사, 부영사, 대리인 및 위원들을 둘 상호 권리
- 프랑스는 미국 선박에 대해 자국 통제 하의 하나 이상의 항구를 자유항으로 부여함

## 서명 및 비준

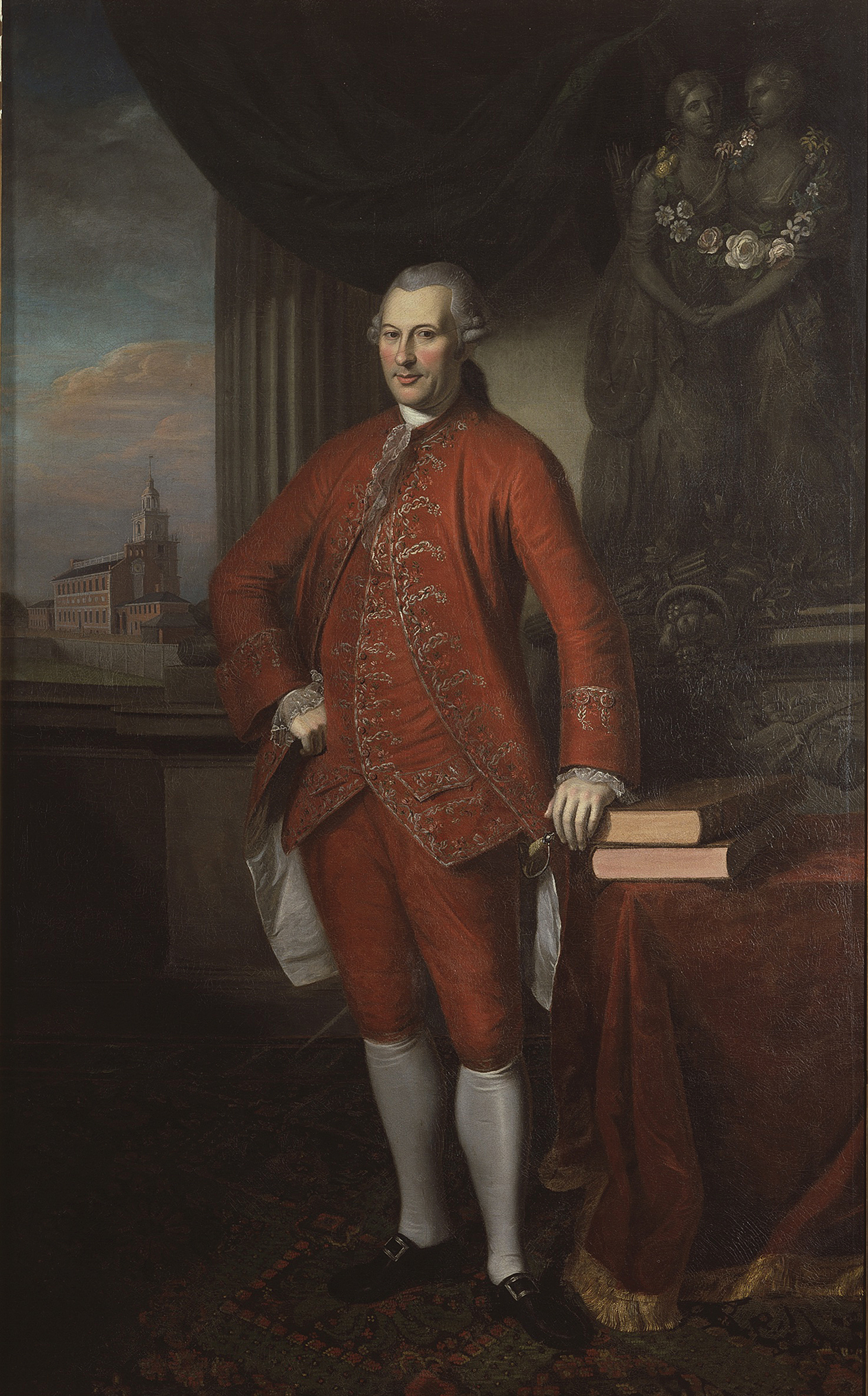
콘래드-알렉상드르 제라르

우호 통상 조약은 1778년 2월 6일 오텔 드 크리용에서 미국 대표단 벤저민 프랭클린, 사일러스 딘, 아서 리와 프랑스의 미국 대표인 콘래드 알렉상드르 제라르 드 레네발에 의해 서명되었다.
의회는 1778년 5월 2일에 서명된 텍스트를 받았고, 1778년 5월 4일에 만장일치로 비준했다. 모든 주가 투표에 참여한 것은 아니었으며, 뉴햄프셔주와 노스캐롤라이나주는 불참했고 델라웨어주와 매사추세츠주의 참석 여부는 불확실하다. 시급성으로 인해 13개 주 모두가 문서를 비준해야 할 필요성이 압도되었다.
이 조약은 1778년 7월 16일 프랑스에 의해 비준되었다.
1778년 9월 1일, 의회는 각각 수입 관세와 당밀 수출을 다루는 제11조와 제12조를 공식적으로 삭제했다. 다음 달 프랑스에서 조약이 처음 인쇄되었을 때, 이 조항들에 대한 언급은 제거되었고, 모든 후속 조항들은 다시 번호가 매겨졌다.

## 그 후와 중요성
프랑스는 1775년 6월부터 이미 식민지 주민들을 돕고 있었지만, 그 지원은 대체로 비밀리에 이루어졌으며 개별적인 자격으로 행동하는 특사들과 기부자들에 의해 주도되었다. 동맹 조약과 함께 우호 통상 조약은 대출, 군사 장비, 해군력, 기술 및 전략 지원, 인력의 형태로 미국의 대의에 대한 실질적이고 전폭적인 지원을 가져왔다. 직접적인 전략적 이점 외에도, 프랑스의 인정은 "일방적인 식민지 반란"을 더 큰 분쟁으로 전환시키는 역할을 했는데, 이는 프랑스가 영국과 거의 대등한 유일한 국가였기 때문이다. 유럽 대륙의 주요 강국이 공개적으로 외교적 지원을 제공한 것은 새로 부상하는 미국을 정당화하는 역할을 했으며, 이는 다른 국가들도 미국의 독립을 인정하고 지원을 제공하도록 유도할 것이다.
조약이 체결된 직후, 프랑스의 지원은 크게 그리고 실질적으로 증가했다. 12,000명 이상의 병사, 22,000명의 선원, 63척의 전함이 반란에 참여했다. 라파예트와 로샹보 백작과 같은 군사 지도자들은 체사피크와 요크타운에서의 미국 승리에 결정적인 역할을 했으며, 이는 함께 분쟁의 종식을 앞당겼다. 프랑스는 전쟁을 공식적으로 종식시키고 법적으로 미국 독립을 가져온 1783년 파리 조약을 중개하는 데 주도적인 역할을 했다. 동맹 조약에 따라, 영국과 프랑스가 의견 차이를 해결한 후에야 미국은 파리 조약을 서명했다.

## 같이 보기
- 조약 목록